# Географія Італії
Італія — південноєвропейська країна, що займає на півдні континенту Апеннінський півострів з прилеглими островами . Загальна площа країни 301 340 км² (72-ге місце у світі), з яких на суходіл припадає 294 140 км², а на поверхню внутрішніх вод — 7 200 км². Площа країни вдвічі менша за площу території України. 

## Назва
Офіційна назва — Італійська Республіка, Італія (італ. Repubblica Italiana, Italia). Назва країни походить від етноніму давнього народу італіків (лат. Italici), що мешкали в південній Італії. Згідно з найпоширенішим поясненням, цей термін був запозичений з грецької, де «італос» (дав.-гр. ιταλός) означає бика, через оскську «вітеліу» (víteliú), і умбрську «вітло» (vitlo) — теля. Бик був символом південних італійських племен і топонім Італія спочатку використовувався тільки для південної частини Апеннінського півострова (сучасна Калабрія). З часів римського панування з V-III століть до н. е. цей термін був поширений на весь півострів.

## Географічне положення
Італія — південноєвропейська країна, що межує з шістьма іншими країнами: на півночі — зі Швейцарією (спільний кордон — 698 км) і Австрією (404 км), на заході — з Францією (476 км), на північному сході — з Словенією (218 км), з країнами, що являють собою анклави, з усіх сторін обмежені територією Італії — Ватиканом (3,4 км) і Сан-Марино (37 км). Загальна довжина державного кордону — 1836,4 км. Італія з усіх сторін, окрім півночі, омивається водами Середземного моря Атлантичного океану, на північному заході Лігурійським, на заході Тирренським, на південному сході — Іонічним, на сході — Адріатичним морями. Загальна довжина морського узбережжя 7600 км. Морські кордони в 4 рази довші за сухопутні. Навіть глибинні райони країни віддалені від узбережжя не більше ніж на 200—300 км.

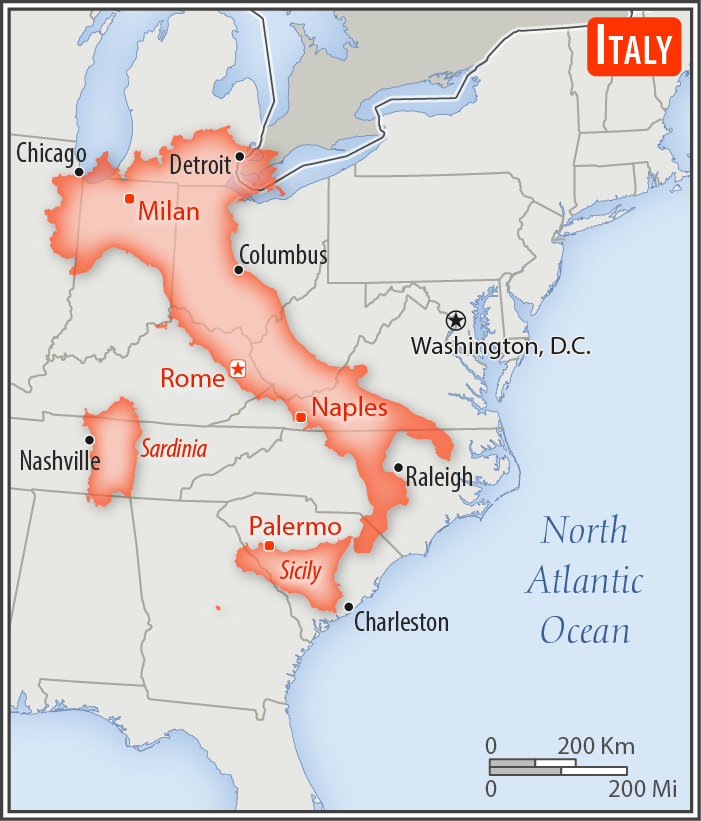
Порівняння розмірів території Італії та США

Згідно з Конвенцією Організації Об'єднаних Націй з морського права (UNCLOS) 1982 року, протяжність територіальних вод країни встановлено в 12 морських миль (22,2 км). Виключна економічна зона встановлена на відстань 30 морських миль (55,6 км) від узбережжя. Континентальний шельф — до глибин 200 м.

### Час
Час в Італії: UTC+1 (-1 година різниці часу з Києвом). Літній час вводиться останньої неділі березня переводом годинникової стрілки на 1 годину вперед, скасовується в останню неділю жовтня переводом годинникової стрілки на 1 годину назад.

## Геологія

Тектонічні рухи Апеннінського півострова
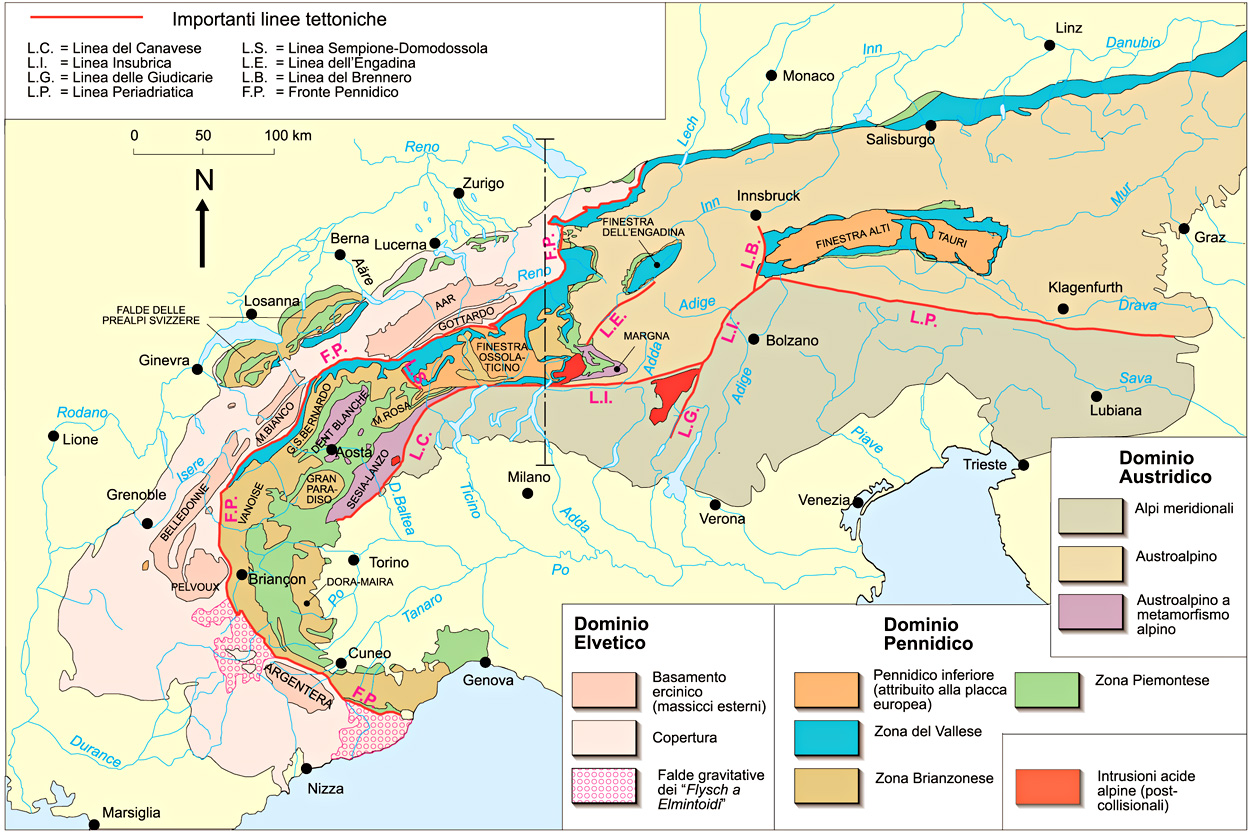
Тектоніка Альп (італ.)
Геологічна карта Італії (італ.)Геологічна карта Італії (італ.)
Геологічна карта Італії, 1844 рік (фр.)

### Корисні копалини
Надра Італії багаті на ряд корисних копалин: кам'яне вугілля, ртуть, цинк, калійні солі, мармур, барит, азбест, пемзу, флюорит, польовий шпат, пірит, природний газ, нафту.

### Сейсмічність
Територія Італії належить до сейсмічно активних регіонів, тут часті землетруси, особливо в центральній частині.

### Вулканізм
Головні активні вулкани Італії: Стромболі (924 м) на однойменному острові, Везувій (1277 м) поблизу Неаполя і Етна (3323 м) в східній Сицилії.

Вулкани Італії
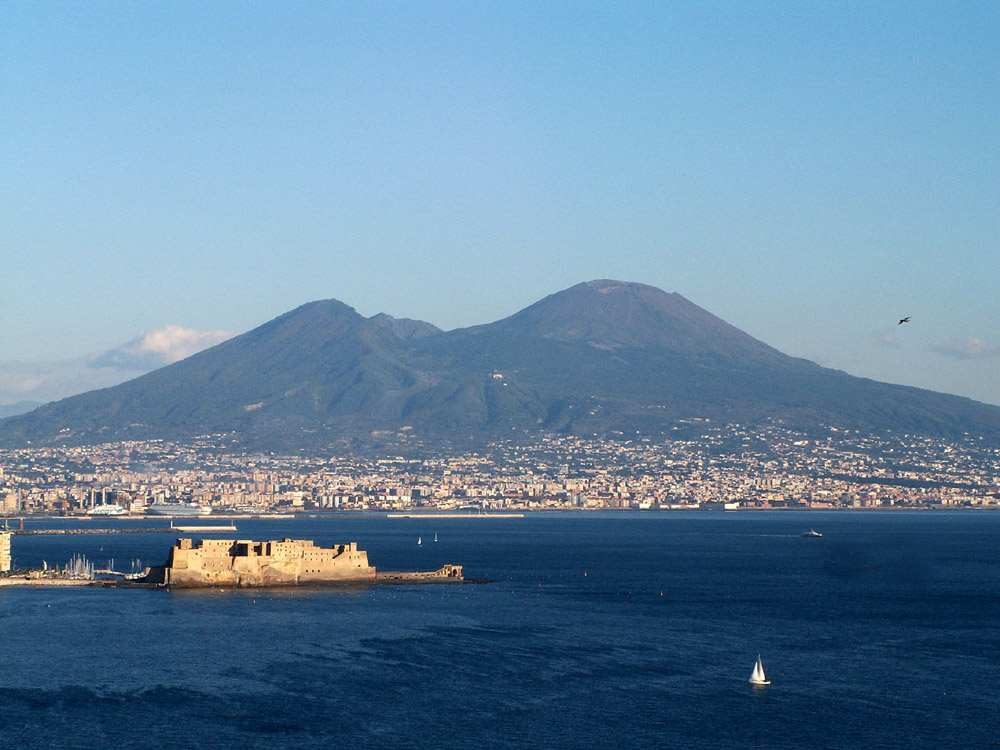
Вид на Везувій з Неаполітанської затоки
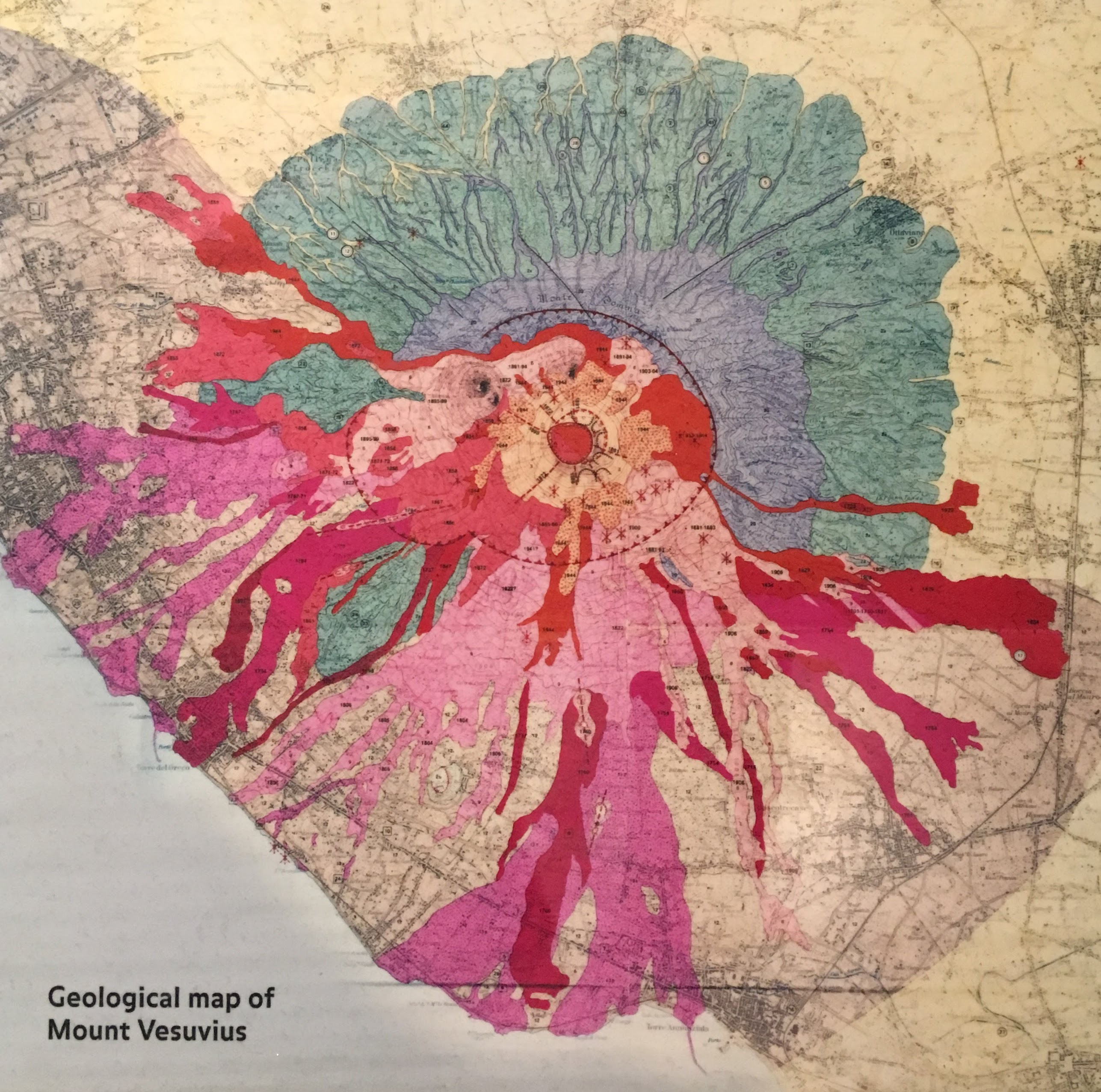
Карта-схема вивержень Везувія
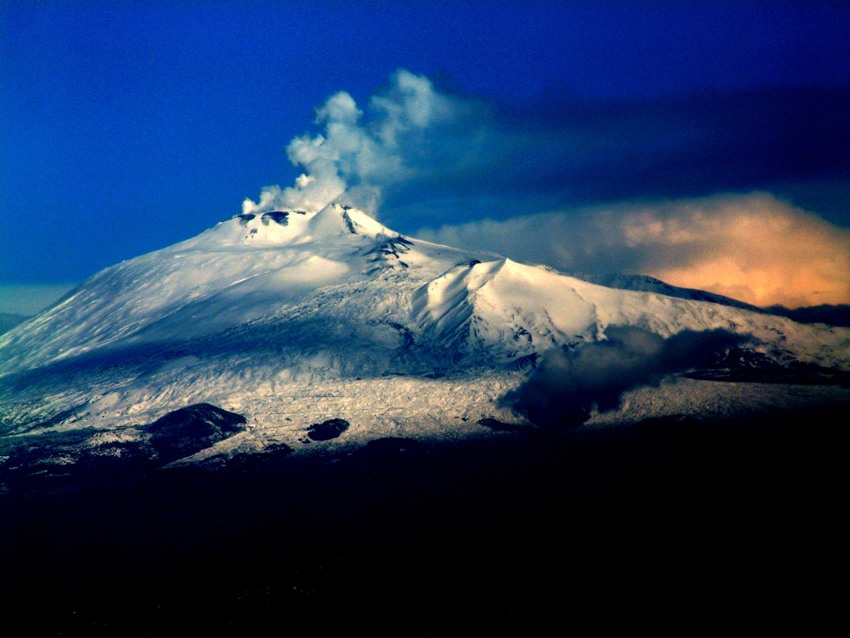
Етна
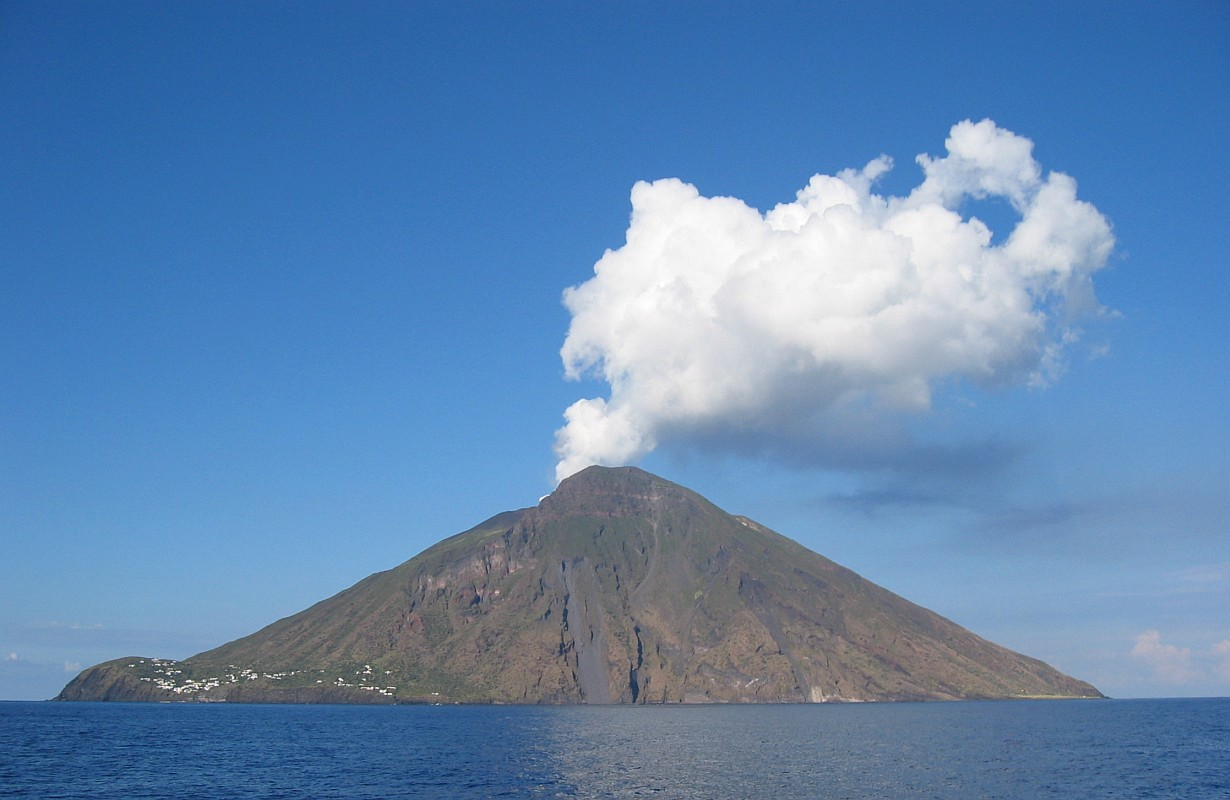
Стромболі

Вулкани Етна і Везувій були включені у 1990-х роках до «Десятиліття вулканів», міжнародної дослідницької програми впливу вулканічної діяльності на людство Міжнародної асоціації вулканології і хімії надр Землі (IAVCEI), як частини програми ООН зі зменшення небезпеки від стихійних лих.

## Рельєф
Переважно гірська країна. На півночі — Західні Альпи з найвищою точкою країни та Західної Європи — горою Монблан (4748 м), південніше — Паданська рівнина, далі гори Апенніни (найвища точка — гора Корно, 2914 м). Середні висоти — 538 м. Найнижча точка — рівень вод Середземного моря (0 м). В районі акумулятивних наносів дельти річки По деякі колишні ділянки Адріатичного моря стали суходолом, але залишились нижче рівня моря, наприклад, Йоланда-ді-Савоя (-3 м).

Гіпсометрична карта  Італії
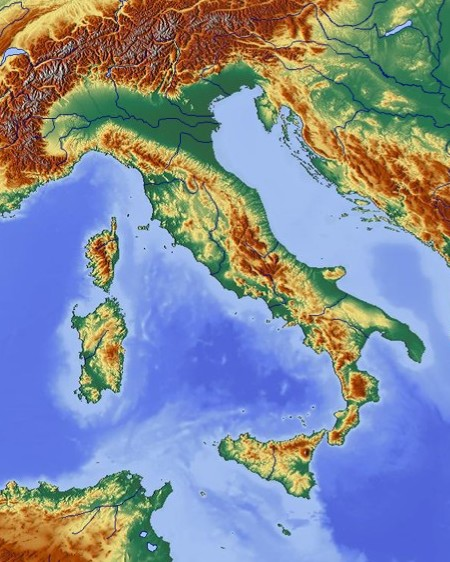
Рельєф Італії
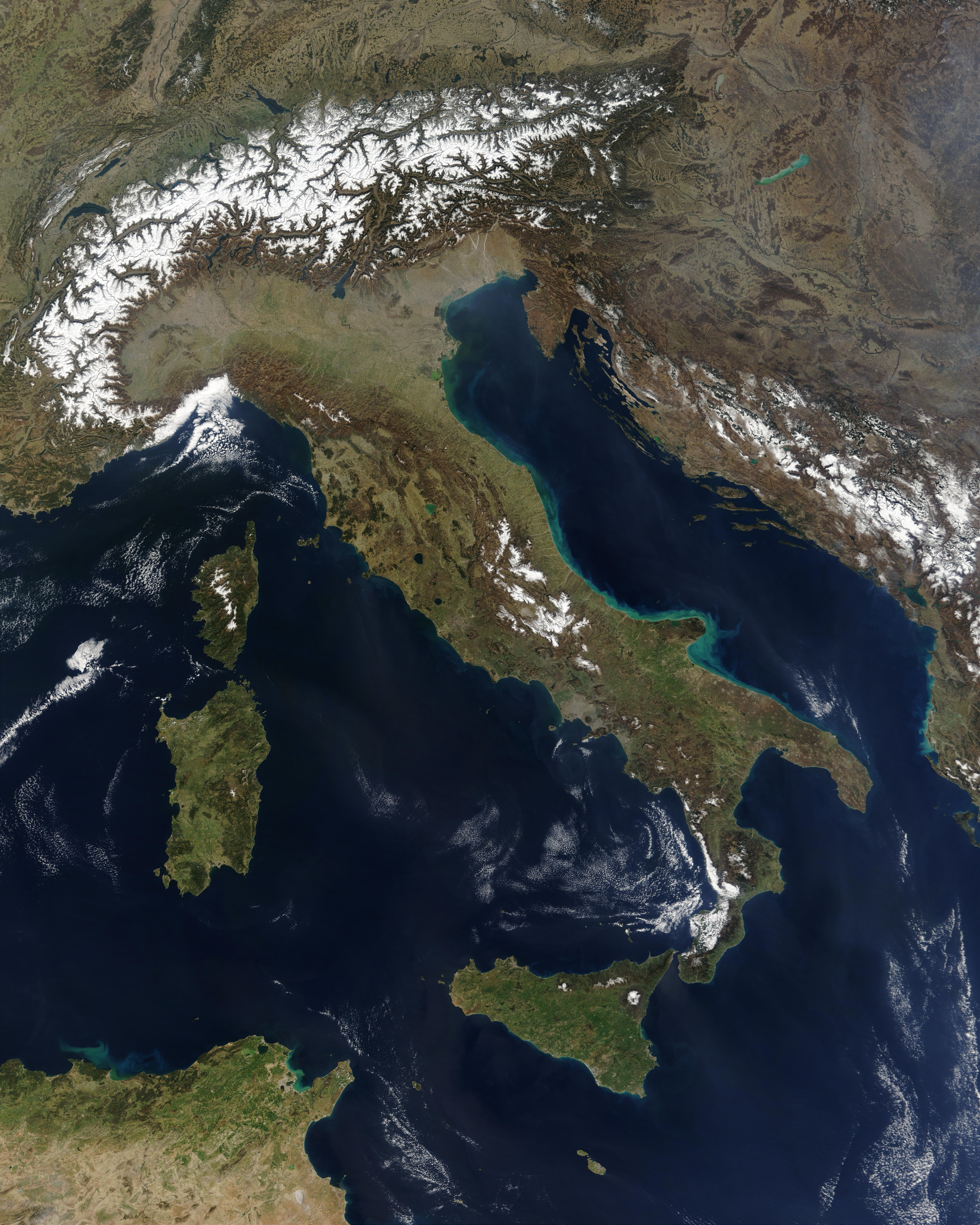
Супутниковий знімок поверхні країни
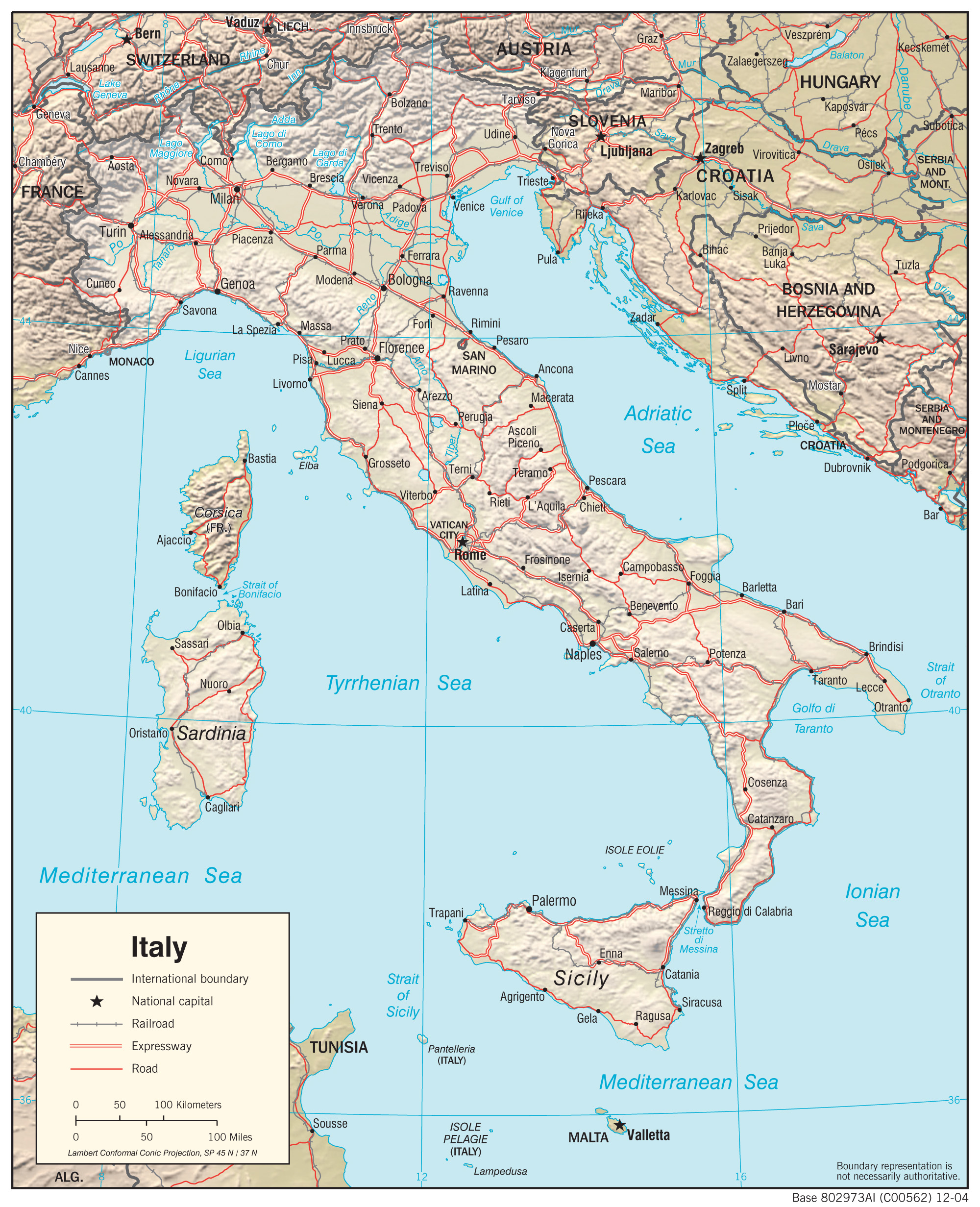
Карта країни (англ.)

Альпи — складна система гірських хребтів, що заходять також на територію східної Франції, Швейцарії, Австрії і Словенії. Інша велика гірська система Італії — Апенніни — утворює кістяк однойменного півострова і продовжується в Сицилії. Альпи і Апенніни так тісно пов'язані між собою, що важко встановити, де кінчається одна система і починається інша. Альпи і Апенніни — відносно молоді гори, що сформувалися в палеогені і неогені (в інтервалі від 65 млн до 2 млн років тому). Тут відбувалися також численні тектонічні розломи, складкоутворення й вулканічні виверження. Останні особливо виражені в областях Лаціо і Кампанія на заході Апеннінського півострова і на Сицилії.

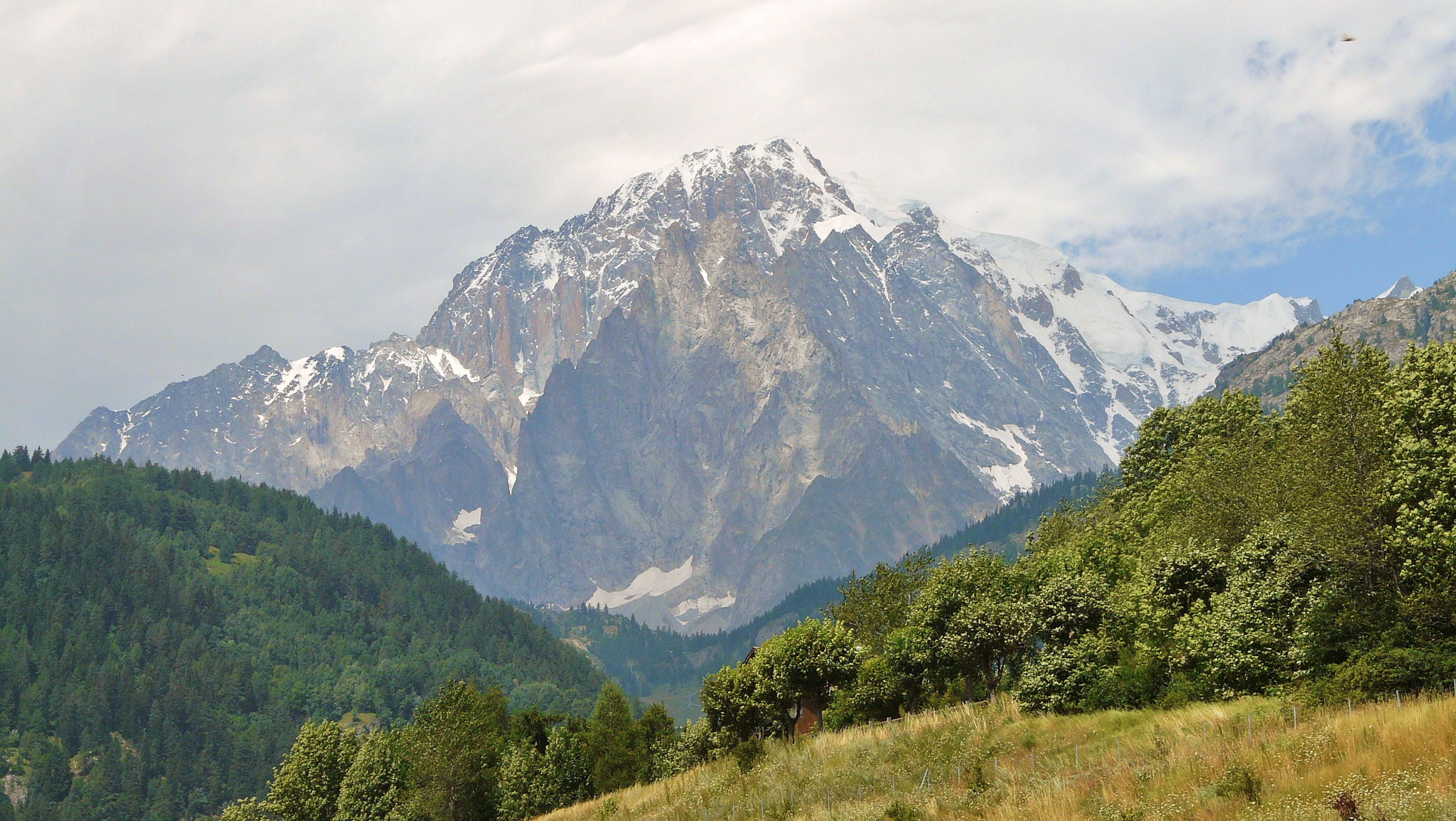
Вид на гору Монблан з долини Аоста
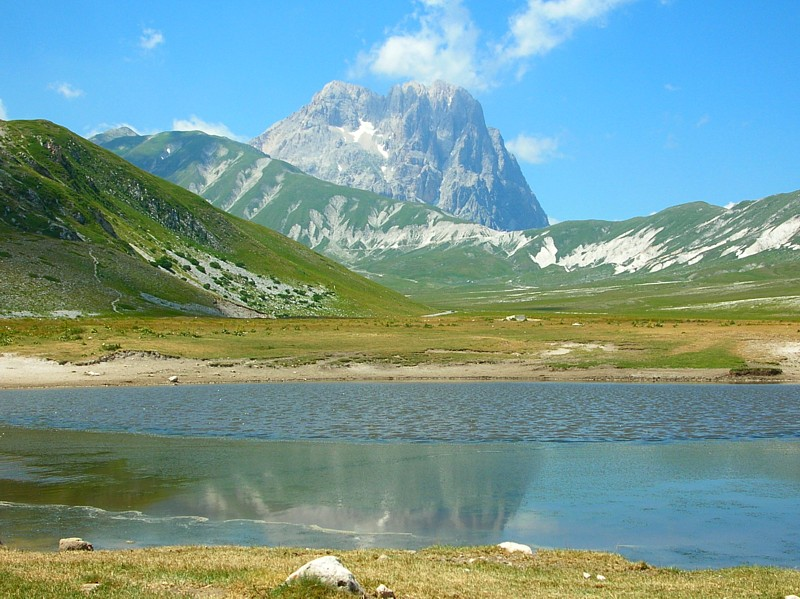
Гран-Сассо
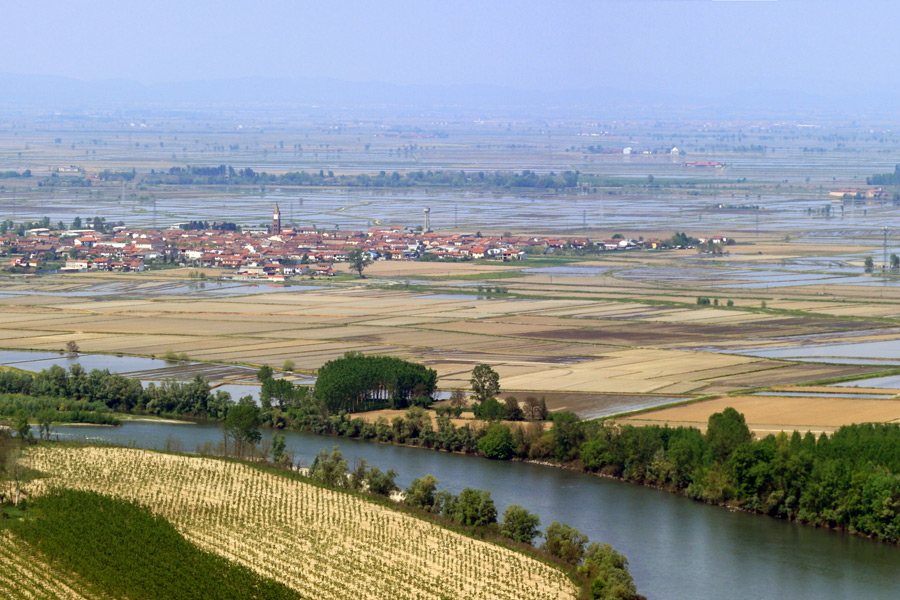
Паданська низовина
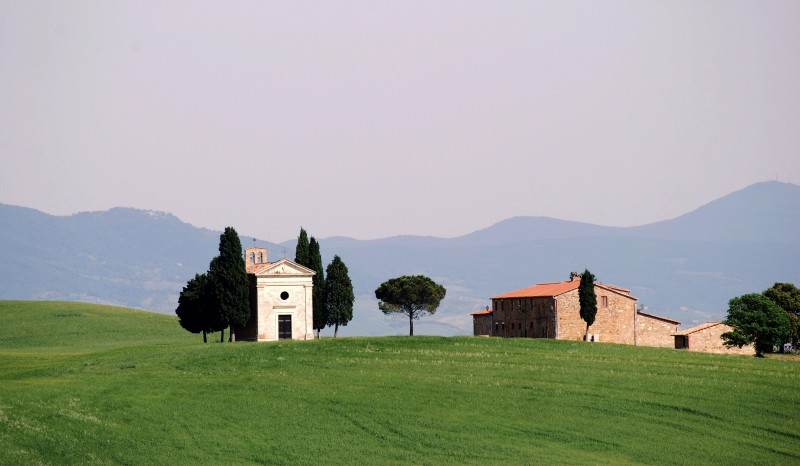
Поля Тоскани
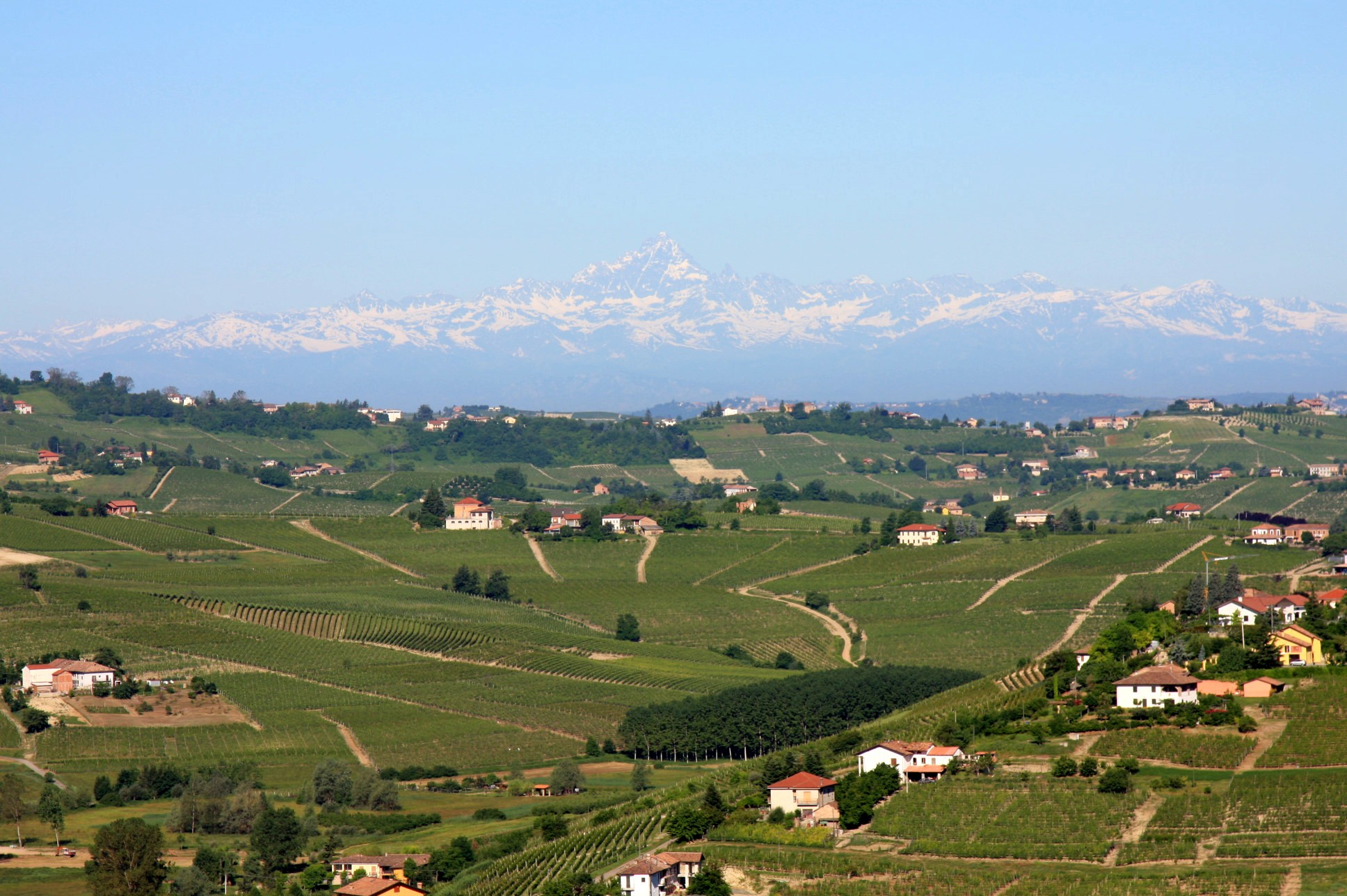
Виноградники П'ємонту

### Узбережжя
Берегова лінія, що має загальну довжину близько 7600 км, порізана слабо. Північно-західний берег Апеннінського півострова омивається Лігурійським морем з Генуезькою затокою. Узбережжя італійської Рив'єри має переважно абразійний характер і рясніє дрібними бухтами. Тірренське море, в північній частині якого знаходиться Тосканський архіпелаг, омиває материкову частину Італії із заходу, острова Сардинія і Корсика (територія Франції) зі сходу і Сицилію — з півночі. На західному узбережжі акумулятивні рівнини чергуються з піднесеними ділянками, є кілька неглибоких заток дугоподібної форми: Гаета, Неаполітанська і Салернська затока, Полікастро, Санта-Еуфемія та Джоя.
Вузька Мессінська протока між Калабрією і Сицилією з'єднує Тірренське море з Іонічним, а Сицилійська протока (Туніська) шириною 135 км відокремлює Сицилію від Північної Африки. Південне узбережжя Апеннінського півострова розчленоване найбільш сильно, в південно-східній частині переважають круті береги. На південному заході знаходиться затока Скуїллаче, а між півостровами Калабрія і Салентина в сушу вдається велика Тарентська затока.

Узбережжя Італії
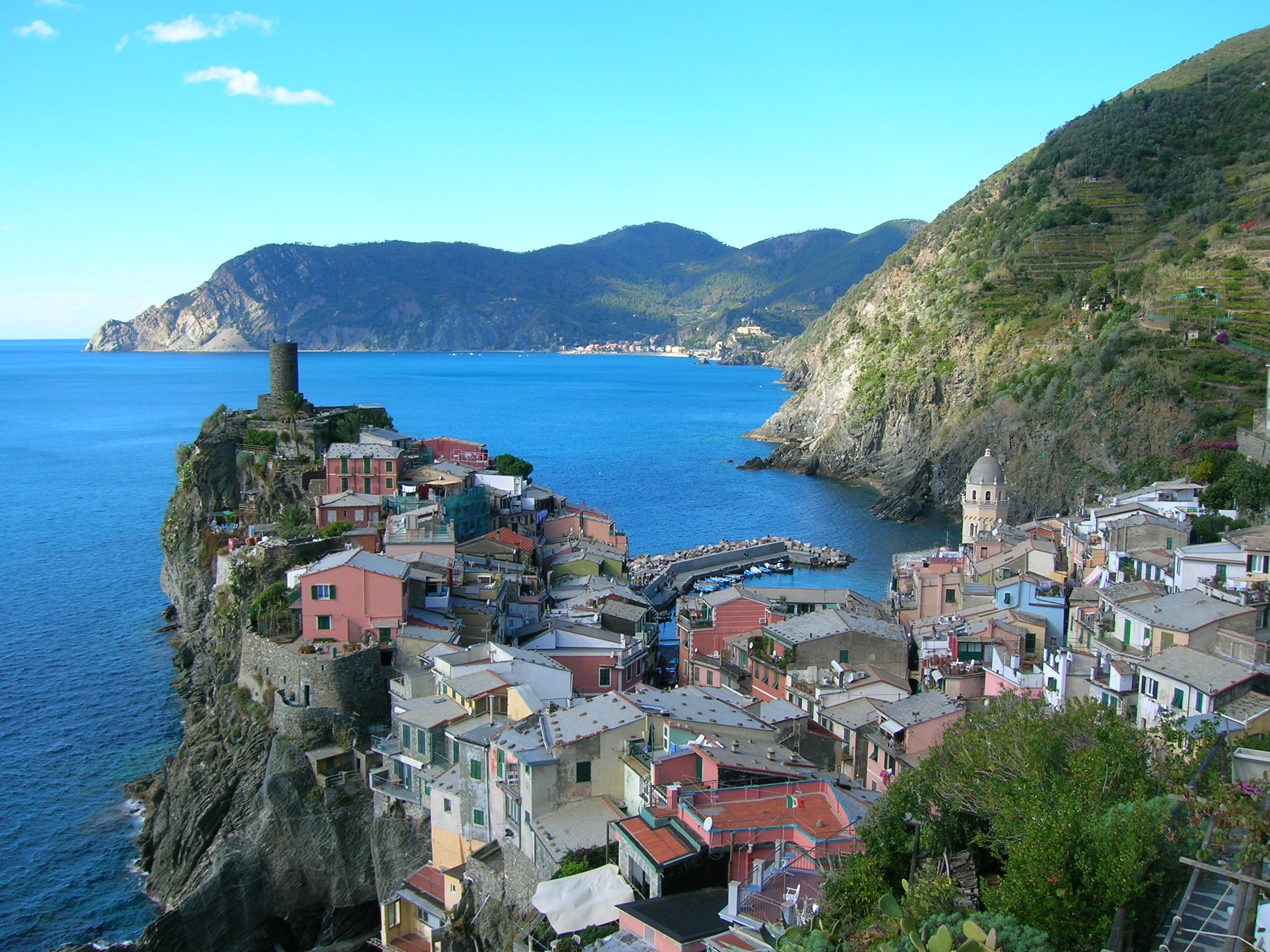
Лігурійське
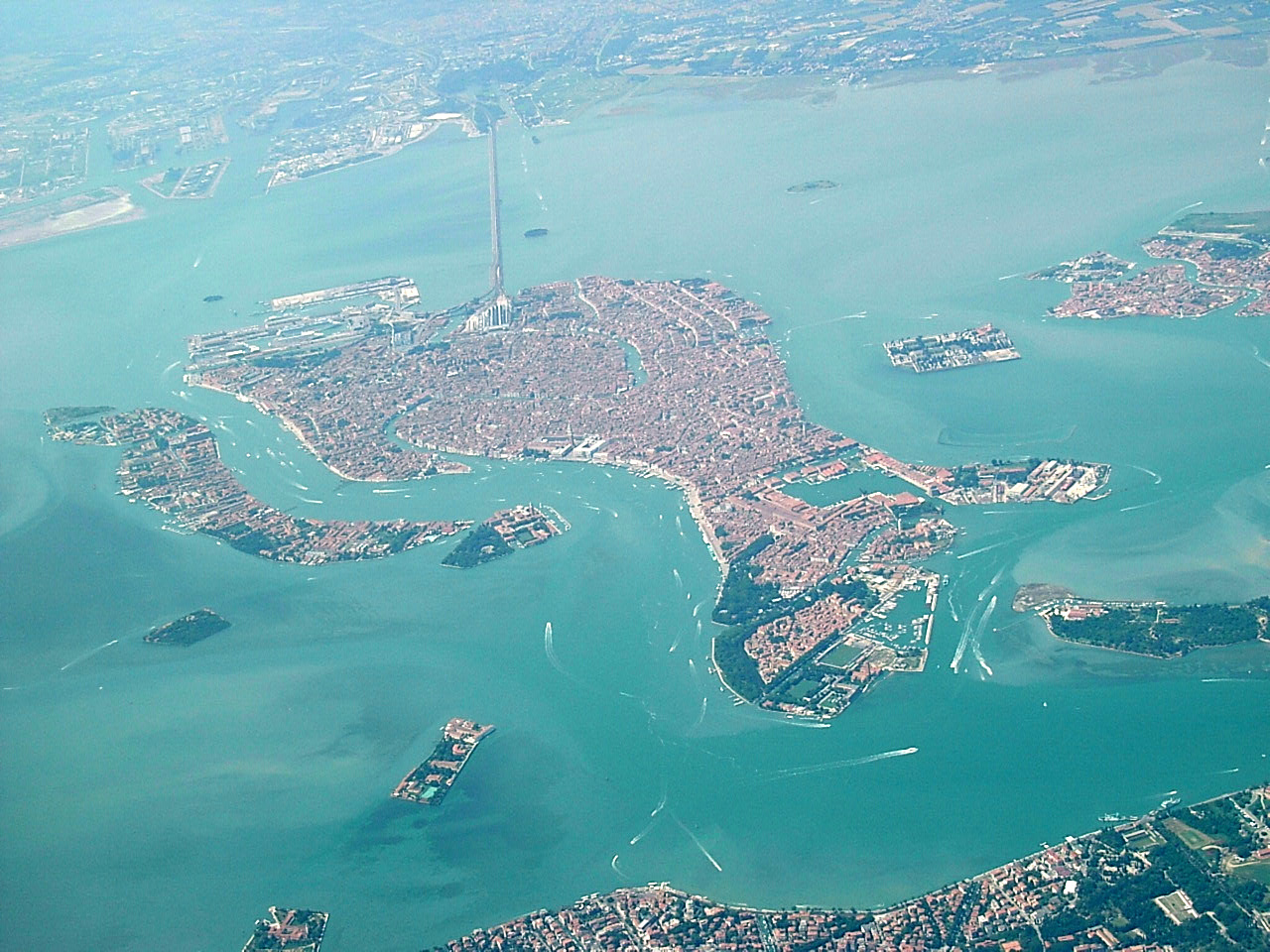
Венеційська лагуна
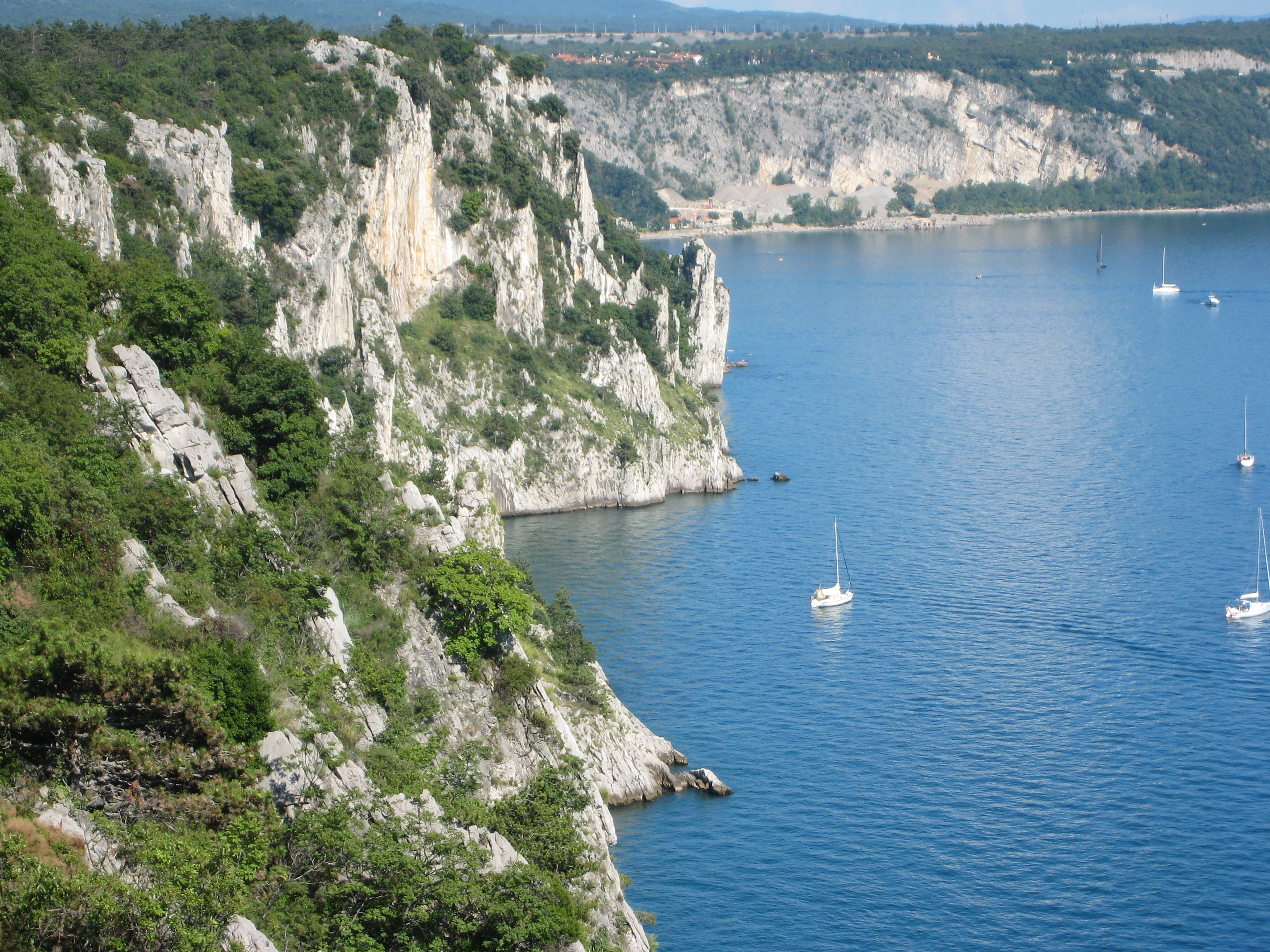
Карстове адріатичне
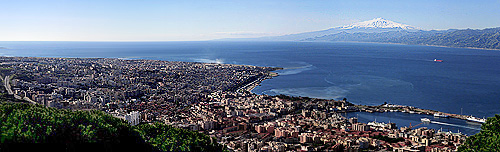
Мессінська протока
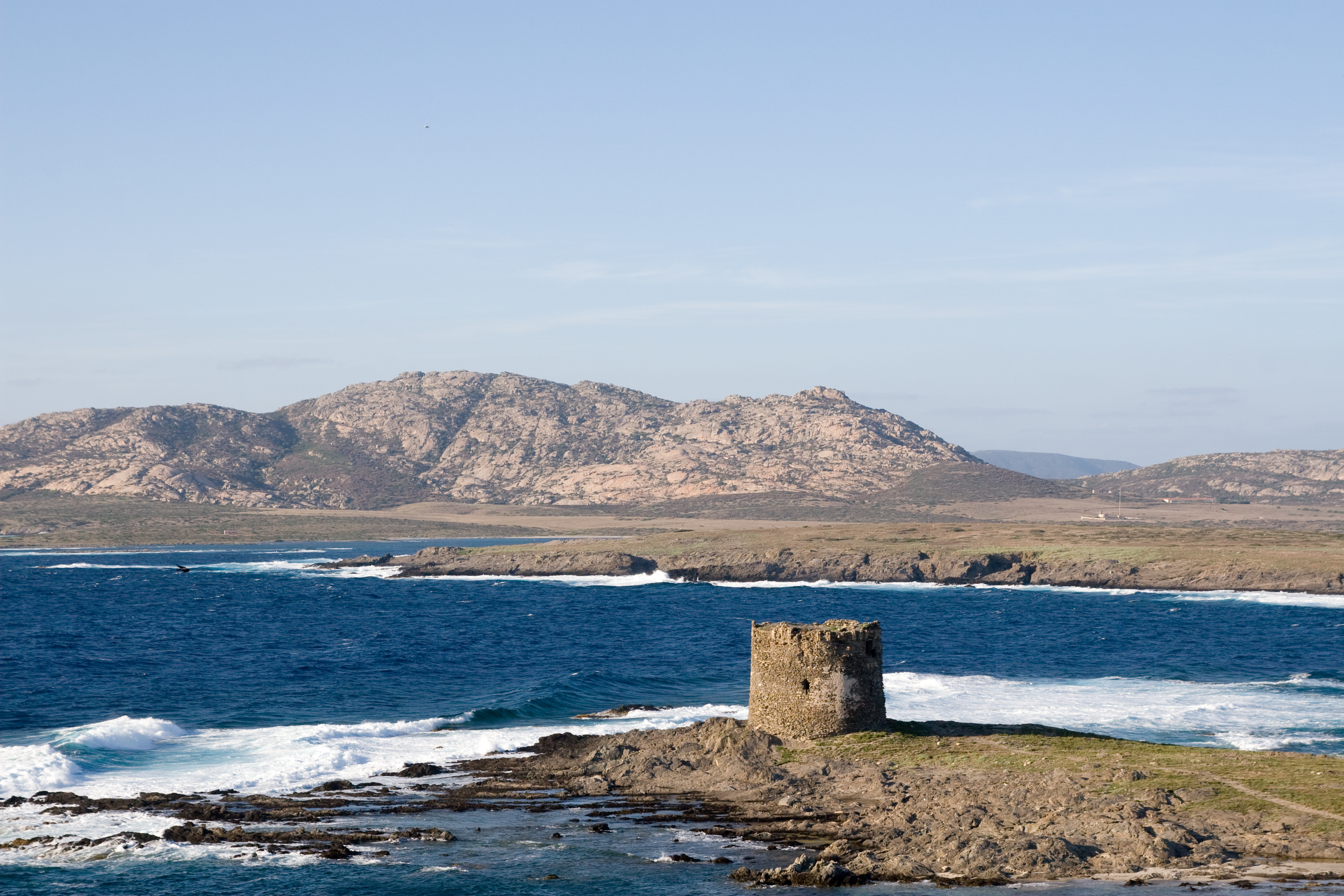
Сардинське

Протока Отранто між італійським регіоном Апулія і Албанією з'єднує Іонічне море з Адріатичним, яке омиває східні райони країни. Східний берег в основному плоский, в його південній частині невеликий півострів Гаргано відгороджує затока Манфредонія. Північно-східне узбережжя омивається водами Венеційської затоки, що включає однойменну лагуну і Трієстську затоку.

### Острови

Острови Італії
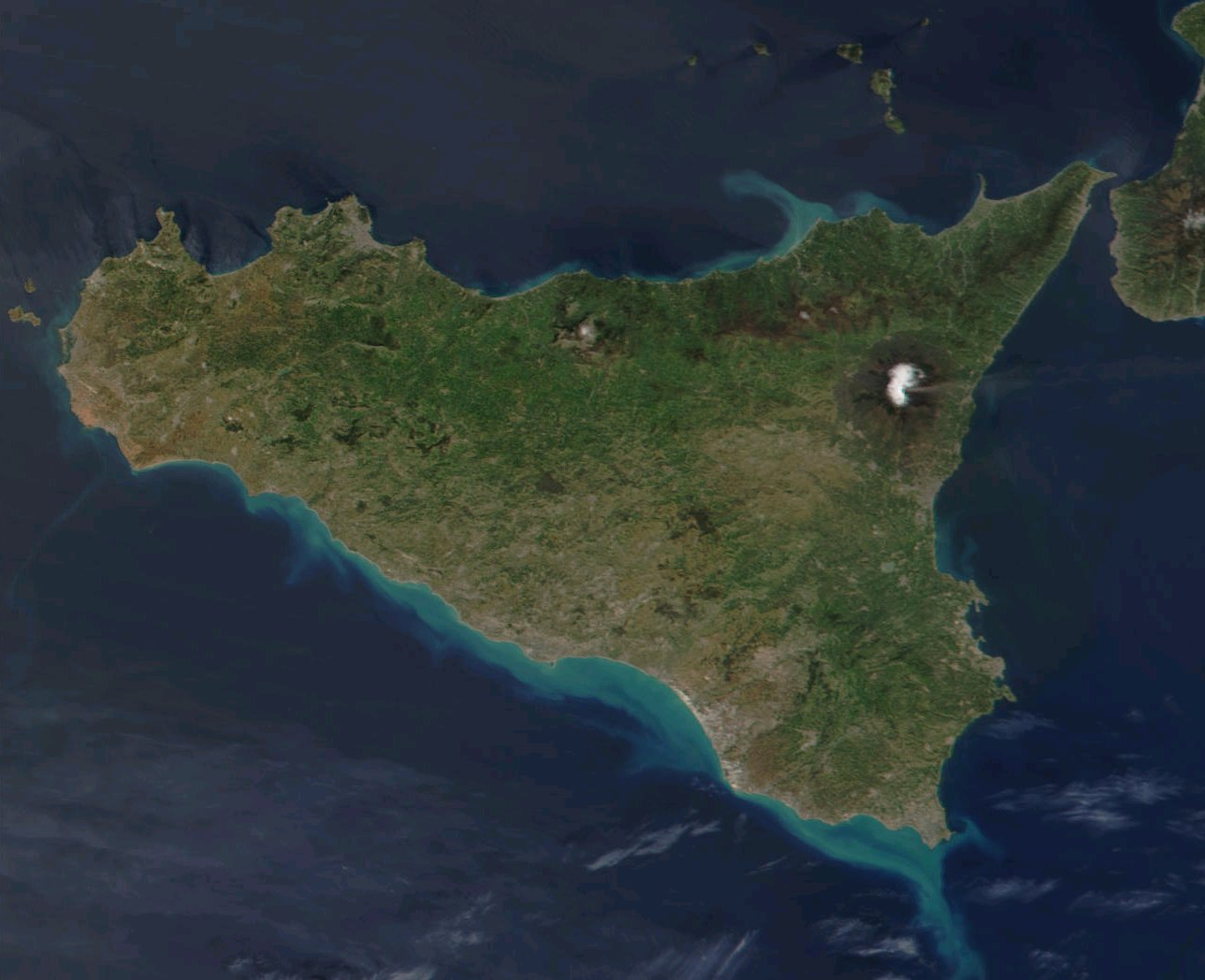
Сицилія з космосу
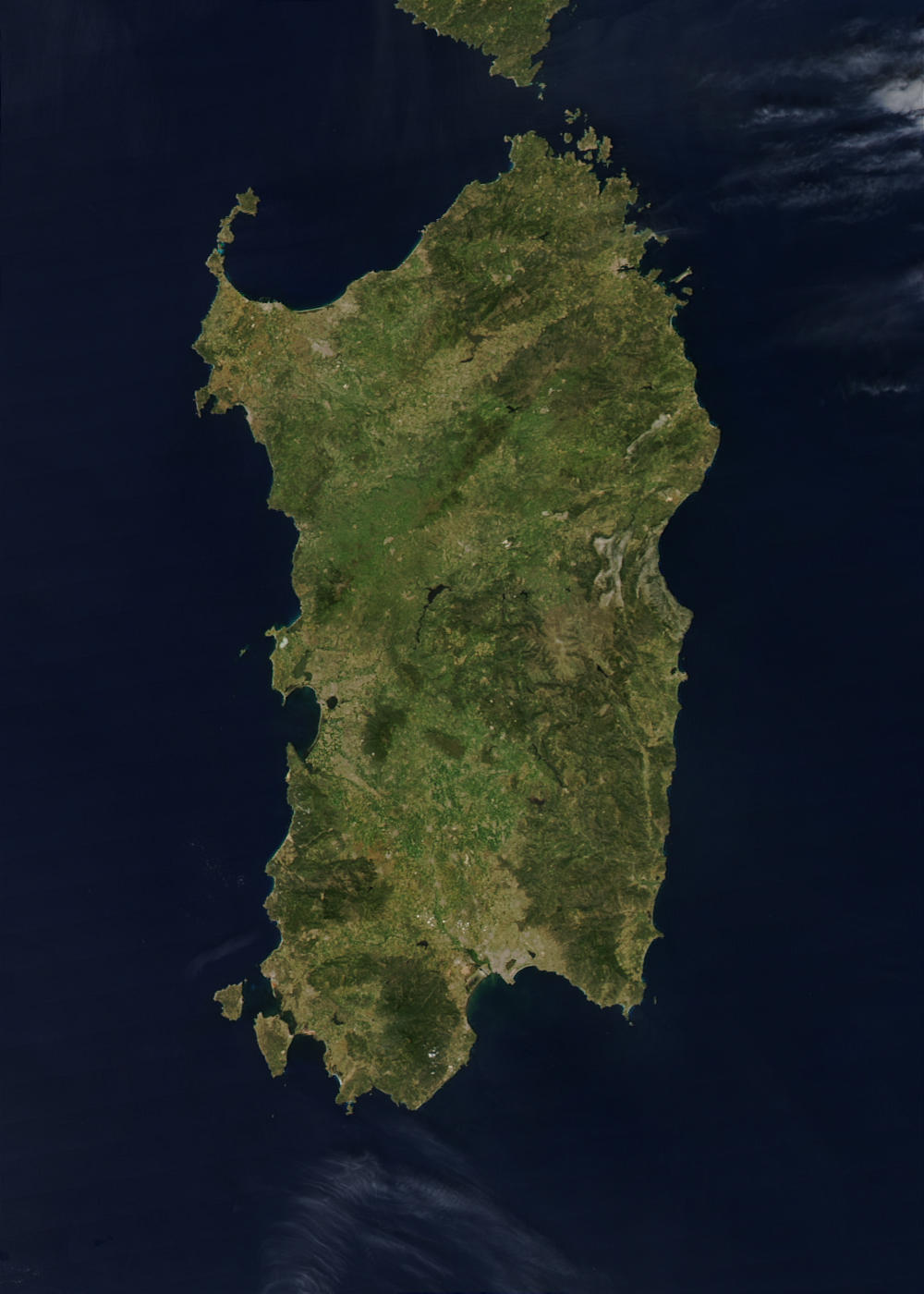
Сардинія з космосу

## Клімат
Більша частина території Італії лежить у субтропічному кліматичному поясі, північ — у помірному, перехідного від морського до континентального типу. Влітку переважають тропічні повітряні маси з ясною тихою антициклонічною погодою, взимку — помірні з похмурою дощовою досить вітряною циклонічною. Значні сезонні амплітуди температури повітря і розподілу атмосферних опадів, можливе випадання снігу. На півночі опадів значно більше, але їхній розподіл нестійкий.

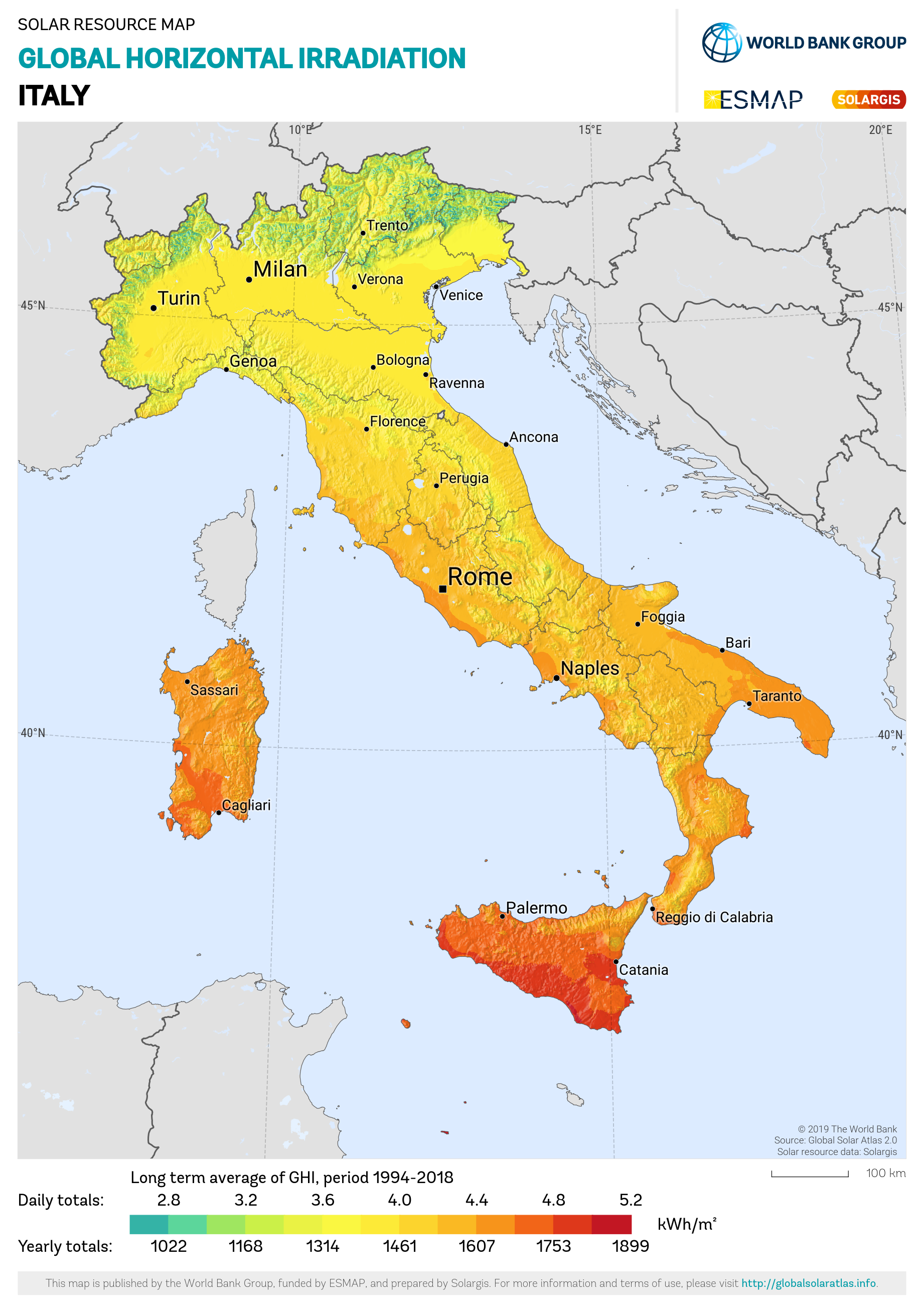
Сонячна радіація (англ.)
Кліматична карта Італії (за Кеппеном)

Італія є членом Всесвітньої метеорологічної організації (WMO), в країні ведуться систематичні спостереження за погодою.

## Внутрішні води
Загальні запаси відновлюваних водних ресурсів (ґрунтові і поверхневі прісні води) становлять 191,3 км³. Станом на 2012 рік в країні налічувалось 39,5 тис. км² зрошуваних земель.

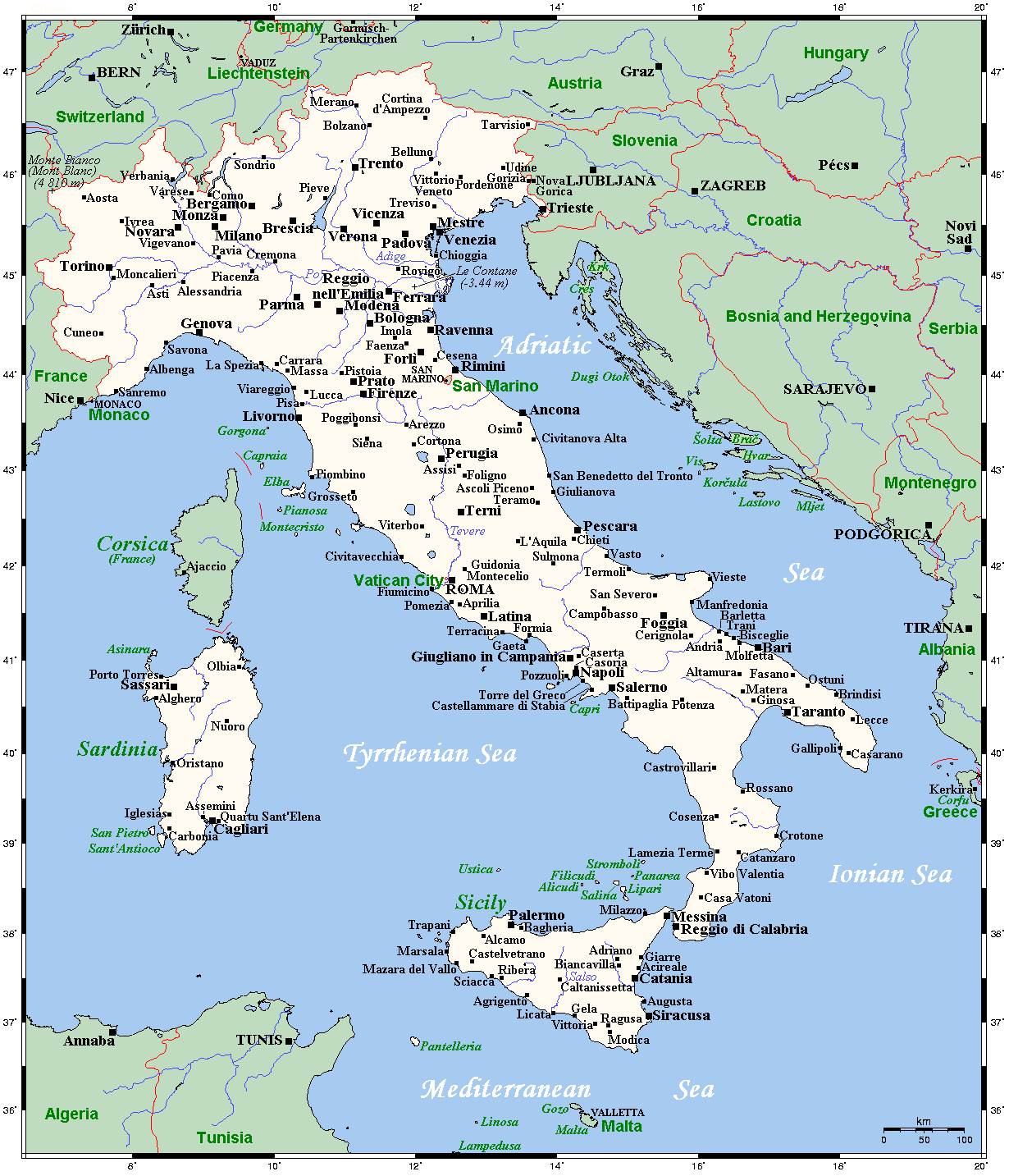
Гідрографічна мережа Італії
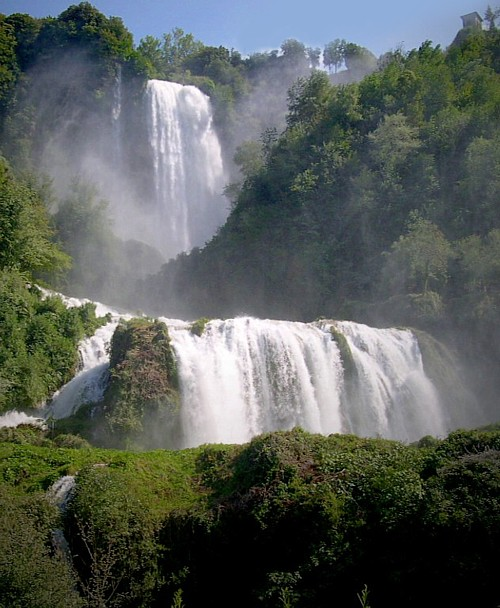
Водоспади Марморе

### Річки
Річки країни належать басейнам Адріатичного (північ і схід), Іонічного (південь), Тирренського (захід) і Лігурійського (північний захід) Атлантичного океану.

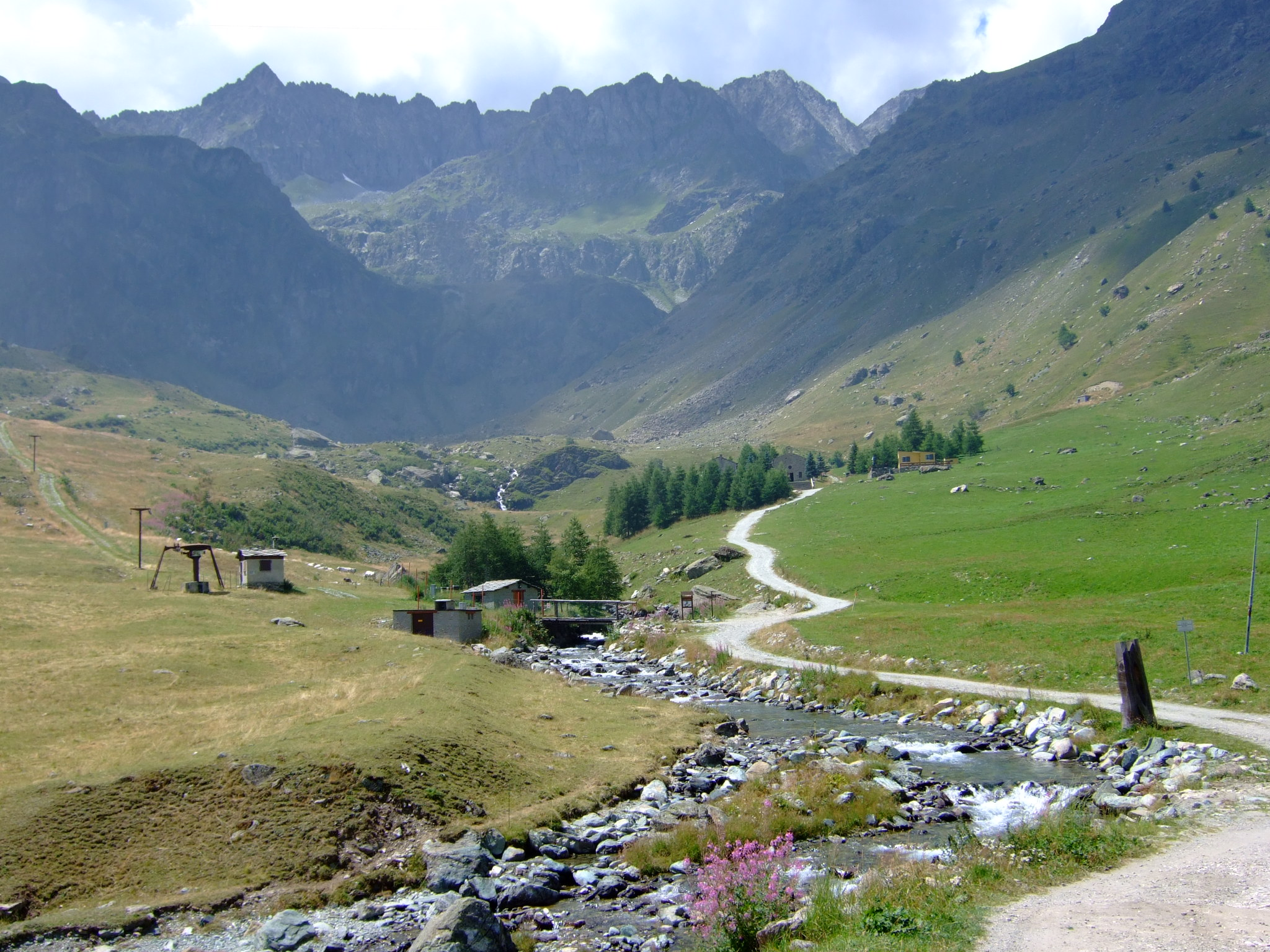
Витік річки По в Альпах
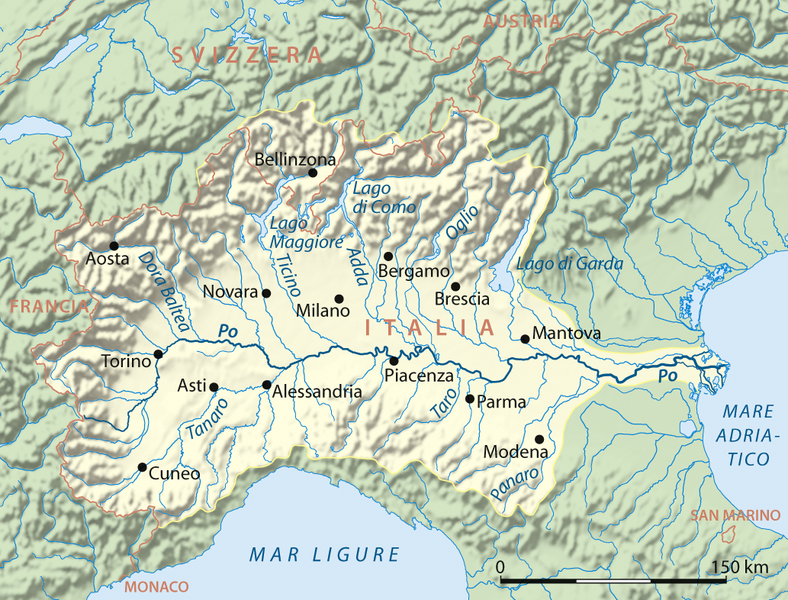
Сточище річки По
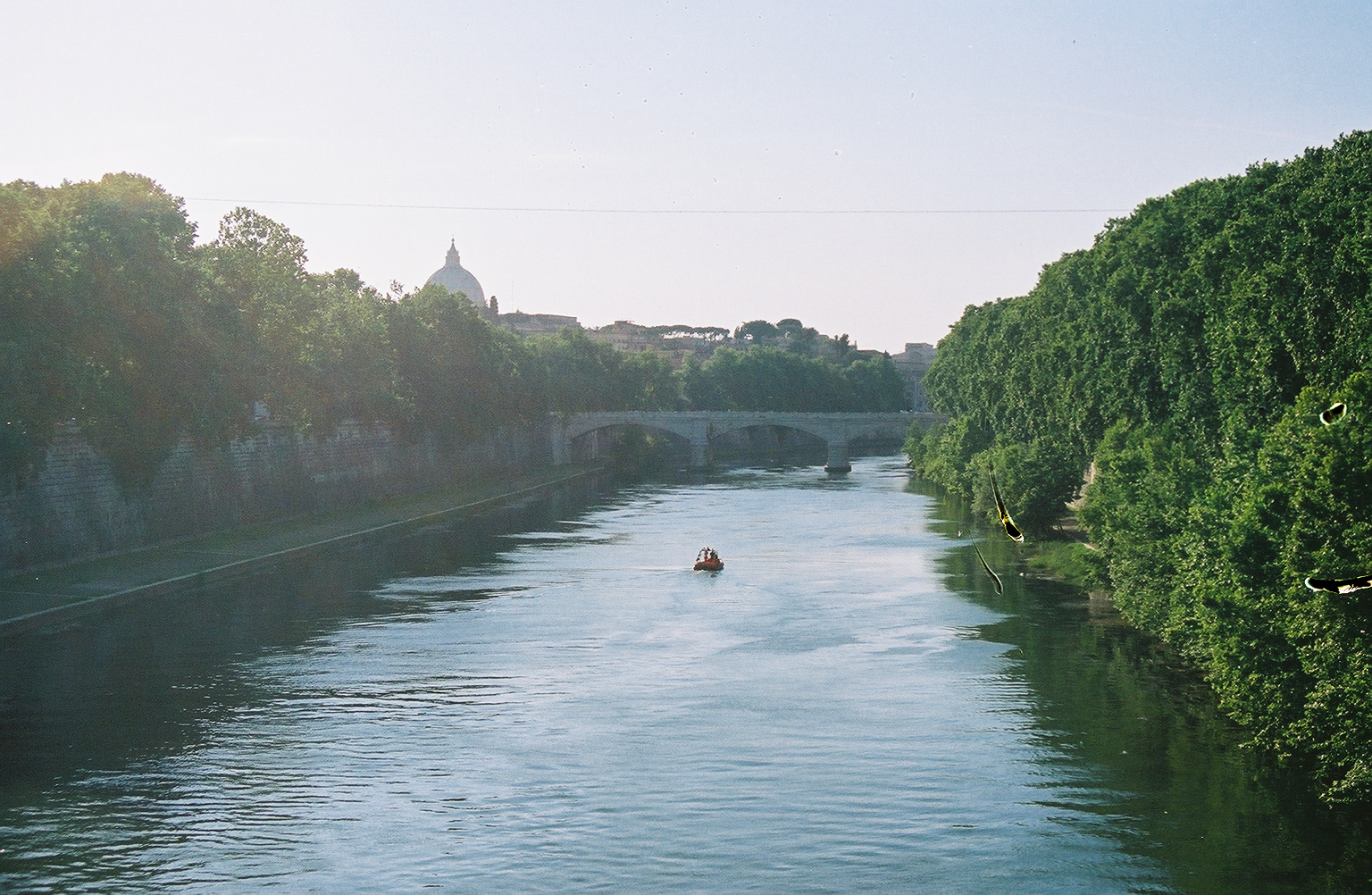
Річка Тибр у Римі

### Озера

Озера Італії
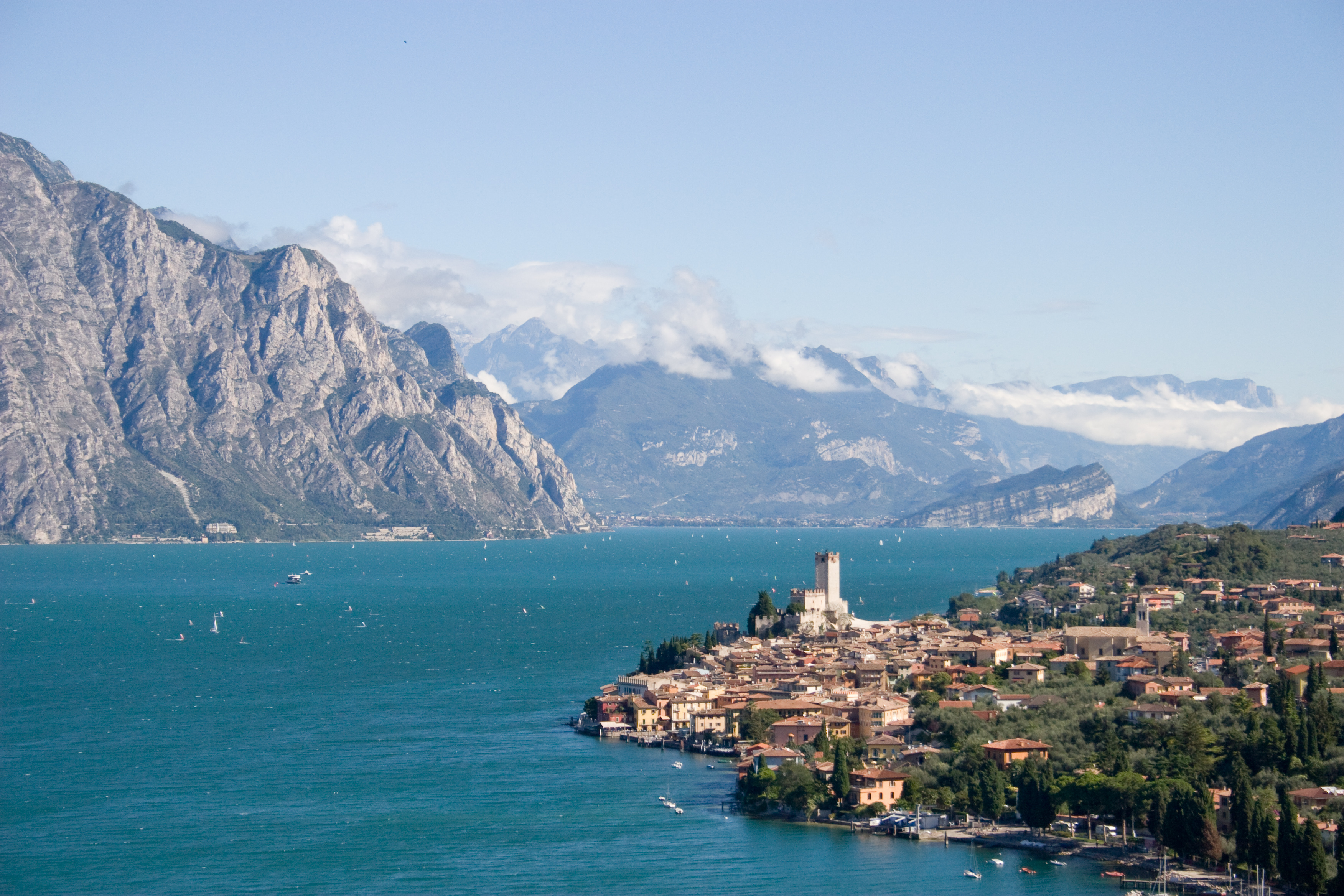
Гарда
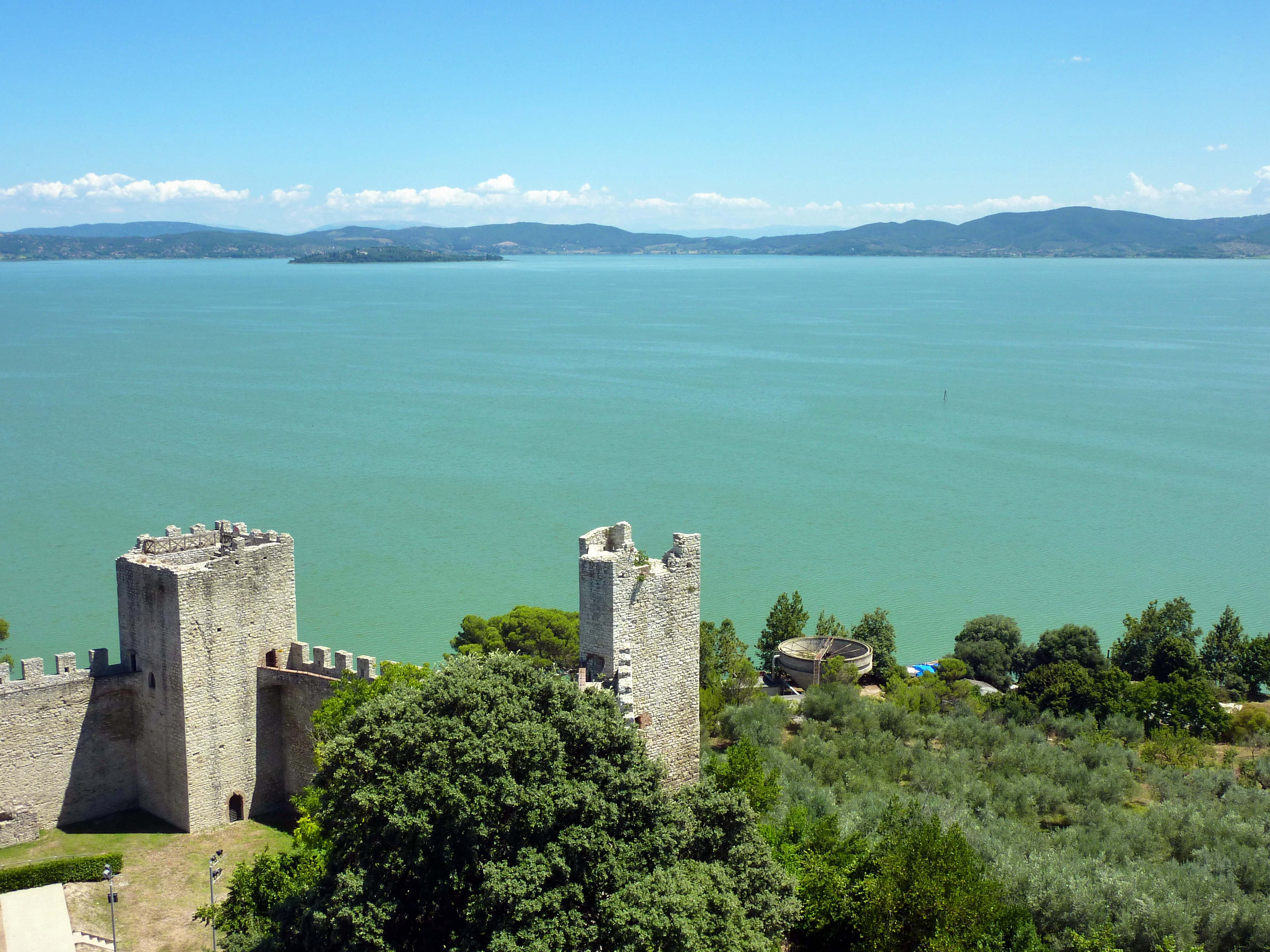
Тразімено
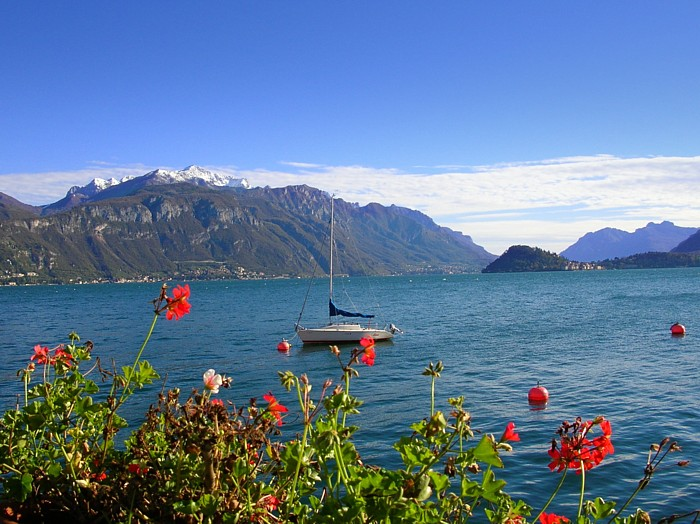
Комо

## Рослинність

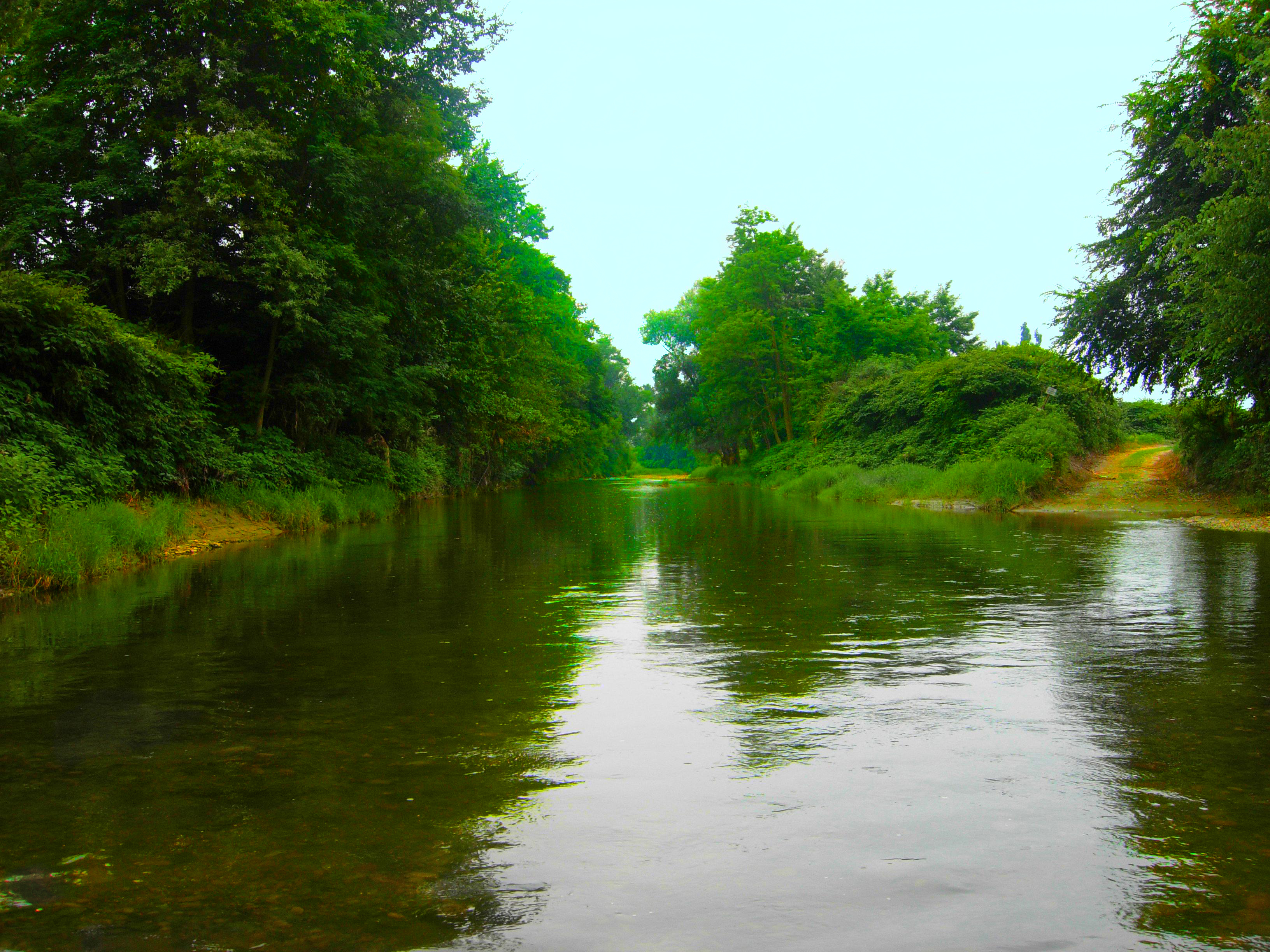
Широколистяні ліси Паданської низовини

Земельні ресурси Італії (оцінка 2011 року):
- придатні для сільськогосподарського обробітку землі — 47,1 %,
  - орні землі — 22,8 %,
  - багаторічні насадження — 8,6 %,
  - землі, що постійно використовуються під пасовища — 15,7 %;
- землі, зайняті лісами і чагарниками — 31,4 %;
- інше — 21,5 %[1].

## Тваринний світ
Зоогеографічно територія країни належить до Середземноморської провінції Середземноморської підобласті, а Альпійські гори — до Європейської лісової провінції Циркумбореальної підобласті Голарктичної області.

## Охорона природи
Італія є учасником ряду міжнародних угод з охорони навколишнього середовища:
- Конвенції про транскордонне забруднення повітря (CLRTAP),
- Мадридського протоколу про охорону навколишнього середовища до Договору про Антарктику,
- Конвенції про біологічне різноманіття (CBD),
- Рамкової конвенції ООН про зміну клімату (UNFCCC),
- Кіотського протоколу до Рамкової конвенції,
- Конвенції ООН про боротьбу з опустелюванням (UNCCD),
- Конвенції про міжнародну торгівлю видами дикої фауни і флори, що перебувають під загрозою зникнення (CITES),
- Конвенції про заборону військового впливуна природне середовище (ENMOD),
- Базельської конвенції протидії транскордонному переміщенню небезпечних відходів,
- Конвенції з міжнародного морського права,
- Лондонської конвенції про запобігання забрудненню моря скиданням відходів,
- Монреальського протоколу з охорони озонового шару,
- Міжнародної конвенції запобігання забрудненню з суден (MARPOL),
- Міжнародної угоди про торгівлю тропічною деревиною 1983 і 1994 років,
- Рамсарської конвенції із захисту водно-болотних угідь[12],
- Міжнародної конвенції з регулювання китобійного промислу[1].

## Стихійні лиха та екологічні проблеми
На території країни спостерігаються небезпечні природні явища і стихійні лиха:
- регіональні зсуви ґрунту, грязьові потоки в горах; сходження снігових лавин;
- руйнівні землетруси;
- вулканічна активність на півдні країни, найбільш активний вулкан Європи, Етна (3300 м), що знаходиться на острові Сицилія, востаннє вивергався 2010 року, що виверження загрожують навколишнім поселенням як лавою, так і вулканічним попелом, Везувій несе потенційну загрозу місту-мільйоннику Неаполю, останнє значне виверження відбувалось після закінчення Другої світової війни;
- повіді, особливо на Паданській низовині;
- підтоплення у Венеції[1].

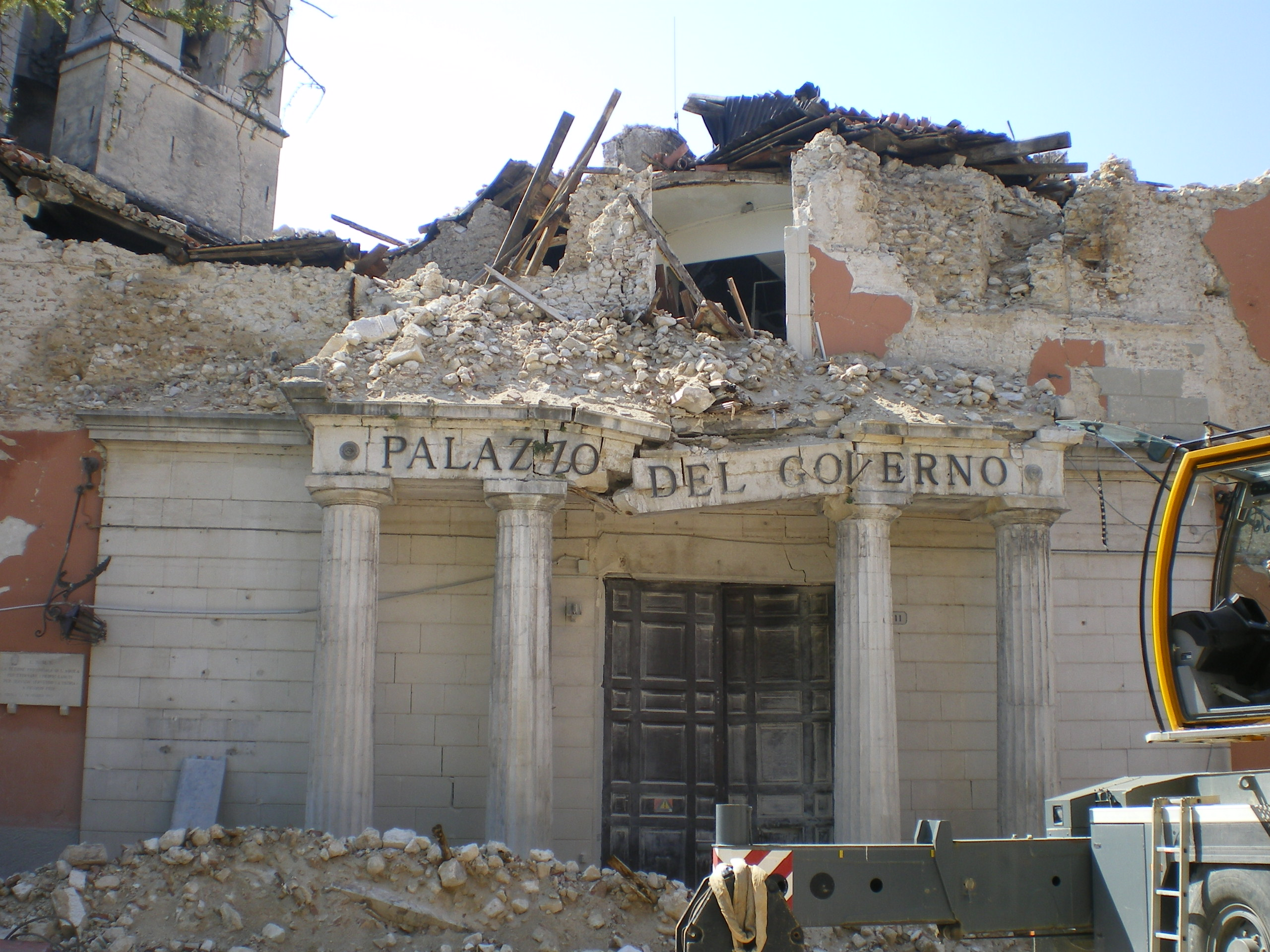
Землетрус у Л'Аквілі 2009 року

Серед екологічних проблем варто відзначити:
- забруднення повітря викидами промислових підприємств, особливо діоксидом сірки;
- забруднення вод річок і навколо узбережжя промисловими стоками і агрохімікатами;
- кислотні дощі знищують місцеві озера;
- невідповідне очищення промислових відходів, менеджмент твердих побутових.

## Фізико-географічне районування
У фізико-географічному відношенні територію Італії можна розділити на 5 великих регіонів, що відрізняються один від одного рельєфом, кліматом, рослинним покривом:
- Південні схили Альп.
- Паданська рівнина.
- Апеннінський хребет.
- Острів Сардинія.
- Острів Сицилія.

### Українською
- Атлас світу / голов. ред. І. С. Руденко ; зав. ред. В. В. Радченко ; відп. ред. О. В. Вакуленко. — К. : ДНВП «Картографія», 2005. — 336 с. — ISBN 9666315467.
- Атлас. 7 клас. Географія материків і океанів / Укладачі О. Я. Скуратович, Н. І. Чанцева. — К. : ДНВП «Картографія», 2014.
- Бєлозоров С. Т. Географія материків. — К. : Вища школа, 1971. — 371 с.
- Барановська О. В. Фізична географія материків і океанів : навч. посіб. для студентів ВНЗ : [у 2 ч.]. — Н. : Ніжинський державний університет ім. Миколи Гоголя, 2013. — 306 с. — ISBN 978-617-527-106-3.
- Італія // Гірничий енциклопедичний словник : [у 3-х тт.] / за ред. В. С. Білецького. — Д. : Східний видавничий дім, 2004. — Т. 3. — 752 с. — ISBN 966-7804-78-X.
- Дубович І. А. Країнознавчий словник-довідник. — 5-те вид., перероб. і доп. — К. : Знання, 2008. — 839 с. — ISBN 978-966-346-330-8.
- Фізична географія материків та океанів : підруч. для студ. вищ. навч. закл. : у 2 т / за ред. П. Г. Шищенка. — К. : Видавництво Київського нац. ун-т ім. Т. Шевченка, 2010. — Т. 2. : Європа. — 464 с. — ISBN 978-966-439-273-7.
- Панасенко Б. Д. Фізична географія материків : навч. посіб. : в 2 ч. — В. : ЕкоБізнесЦентр, 1999. — 200 с.
- Юрківський В. М. Регіональна економічна і соціальна географія. Зарубіжні країни: Підручник. — 2-ге. — К. : Либідь, 2001. — 416 с. — ISBN 966-06-0092-5.

### Англійською
- (англ.) Graham Bateman. The Encyclopedia of World Geography. — Andromeda, 2002. — 288 с. — ISBN 1871869587.

### Російською
- (рос.) Авакян А. Б., Салтанкин В. П., Шарапов В. А. Водохранилища. — М. : Мысль, 1987. — 326 с. — (Природа мира)
- (рос.) Алисов Б. П., Берлин И. А., Михель В. М. Курс климатологии [в 3-х тт.] / под. ред. Е. С. Рубинштейн. — Л. : Гидрометеоиздат, 1954. — Т. 3. Климаты земного шара. — 320 с.
- (рос.) Апродов В. А. Вулканы. — М. : Мысль, 1982. — 368 с. — (Природа мира)
- (рос.) Апродов В. А. Зоны землетрясений. — М. : Мысль, 2010. — 462 с. — (Природа мира) — ISBN 978-5-244-01122-7.
- (рос.) Бабаев А. Г., Зонн И. С., Дроздов Н. Н., Фрейкин З. Г. Пустыни. — М.  : Мысль, 1986. — 320 с. — (Природа мира)
- (рос.) Букштынов А. Д., Грошев Б. И., Крылов Г. В. Леса. — М. : Мысль, 1981. — 316 с. — (Природа мира)
- (рос.) Власова Т. В. Физическая география материков. С прилегающими частями океанов. Евразия, Северная Америка. — 4-е, перераб. — М. : Просвещение, 1986. — 417 с.
- (рос.) Гвоздецкий Н. А. Карст. — М. : Мысль, 1981. — 214 с. — (Природа мира)
- (рос.) Гвоздецкий Н. А., Голубчиков Ю. Н. Горы. — М. : Мысль, 1987. — 400 с. — (Природа мира)
- (рос.) Добрынин Б. Ф. Физическая география Западной Европы. — М. : Учпедгиз, 1948. — 415 с.
- (рос.) Долгушин Л. Д., Осипова Г. Б. Ледники. — М. : Мысль, 1989. — 448 с. — (Природа мира) — ISBN 5-244-00315-1.
- (рос.) Географический энциклопедический словарь: географические названия / под. ред. А. Ф. Трёшникова. — 2-е изд., доп. — М. : Советская энциклопедия, 1989. — 585 с. — ISBN 5-85270-057-6.
- (рос.) Исаченко А. Г., Шляпников А. А. Ландшафты. — М. : Мысль, 1989. — 504 с. — (Природа мира) — ISBN 5-244-00177-9.
- (рос.) Каплин П. А., Леонтьев О. К., Лукьянова С. А., Никифоров Л. Г. Берега. — М. : Мысль, 1991. — 480 с. — (Природа мира) — ISBN 5-244-00449-2.
- (рос.) Карри-Линдал К. Европа. — М. : Прогресс, 1981. — 334 с. — (Континенты, на которых мы живем)
- (рос.) Словарь современных географических названий / под общей редакцией акад. В. М. Котлякова. — Екатеринбург : У-Фактория, 2006.
- (рос.) Литвин В. М., Лымарев В. И. Острова. — М. : Мысль, 2010. — 288 с. — (Природа мира) — ISBN 978-5-244-01129-6.
- (рос.) Лобова Е. В., Хабаров А. В. Почвы. — М. : Мысль, 1983. — 304 с. — (Природа мира)
- (рос.) Максаковский В. П. Географическая картина мира. Книга I: Общая характеристика мира. — М. : Дрофа, 2008. — 495 с. — ISBN 978-5-358-05275-8.
- (рос.) Максаковский В. П. Географическая картина мира. Книга II: Региональная характеристика мира. — М. : Дрофа, 2009. — 480 с. — ISBN 978-5-358-06280-1.
- (рос.) Италия // Поспелов Е. М. Топонимический словарь. — М. : АСТ, 2005. — 229 с. — ISBN 5-17-016407-6.
- (рос.) География / под ред. проф. А. П. Горкина. — М. : Росмэн-Пресс, 2006. — 624 с. — (Современная иллюстрированная энциклопедия) — ISBN 5-353-02443-5.
- (рос.) Физико-географический атлас мира. — М. : Академия наук СССР и Главное управление геодезии и картографии ГУГК СССР, 1964. — 298 с.
- (рос.) Энциклопедия стран мира / глав. ред. Н. А. Симония. — М. : НПО «Экономика» РАН, отделение общественных наук, 2004. — 1319 с. — ISBN 5-282-02318-0.